# أخصائي العلاج الإشعاعي
أخصائي العلاج الإشعاعي أو أخصائي الأشعة العلاجية أو أخصائي العلاج الإشعاعي هو أخصائي مساعد يعمل في مجال علاج الأورام بالإشعاع. يقوم أخصائيو العلاج الإشعاعي بتخطيط وإدارة العلاجات الإشعاعية لمرضى السرطان في معظم الدول الغربية بما في ذلك المملكة المتحدة وأستراليا ومعظم الدول الأوروبية وكندا، حيث غالبًا ما يكون الحد الأدنى من متطلبات التعليم حاصل على درجة البكالوريا أو درجات الدراسات العليا في العلاج الإشعاعي. يمكن لأخصائيي العلاج الإشعاعي (الحاصلين على درجة الماجستير والدكتوراه) وصف الأدوية والإشعاع وتفسير نتائج الاختبارات وإجراء المتابعة والمراجعات وتقديم الاستشارات لمرضى السرطان في المملكة المتحدة وأونتاريو في كندا (ربما في أستراليا ونيوزيلندا مستقبلًا). في الولايات المتحدة، يكون لمتخصصي العلاج الإشعاعي متطلبات تعليمية أقل (على الأقل درجة جامعية في الفن، على الرغم من أن العديد منهم يتخرجون بدرجة البكالوريوس) وغالبًا ما يحتاجون إلى الحصول على شهادات الدراسات العليا (CMD ، اختصاصي الجرعات الطبية المعتمد) من أجل تخطيط العلاجات.

## الأدوار والمسؤوليات

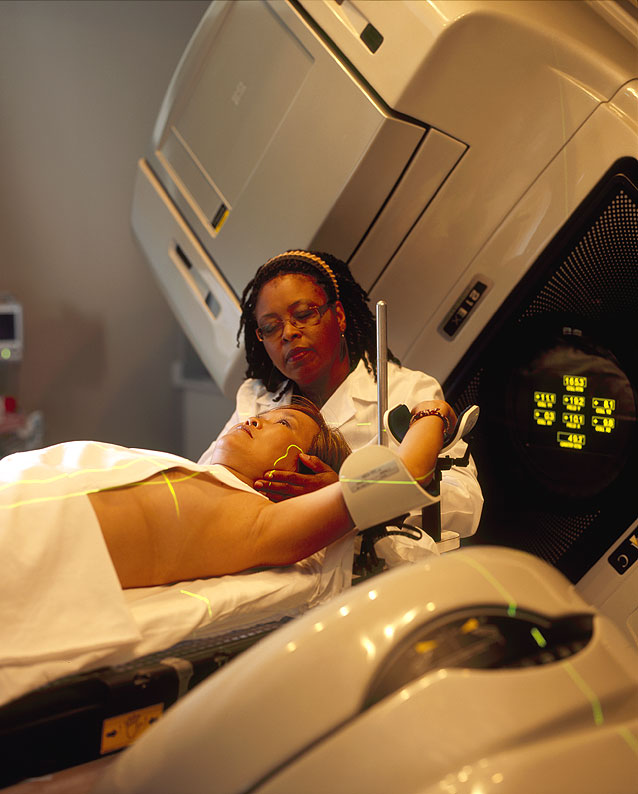
إعداد سيدة للعلاج الإشعاعي بواسطة أخصائية العلاج الإشعاعي.

يستخدم المعالجون بالإشعاع أنظمة حاسوبية متقدمة لتشغيل معدات العلاج الإشعاعي المتطورة مثل المعجلات الخطية. يعمل الأخصائي عن كثب مع أطباء الأورام والفيزيائيين الطبيين وغيرهم من أعضاء فريق الرعاية الصحية. يقوم هذا الفريق بتصميم خطة العلاج الإشعاعي، ومراقبة صحة المريض. يعالج أخصائيو العلاج الإشعاعي السرطان في المقام الأول رغم أن العديد من الاضطرابات والحالات الأخرى يمكن إدارتها من خلال رعاية المعالجين بالإشعاع. بعد تشاور أخصائي الأورام مع المريض والوصول إلى قرار يفيد بأن تطبيق الإشعاع سيحسن حالة المريض، تصبح مسؤولية أخصائي العلاج الإشعاعي عندئذٍ تفسير الوصفة ووضع خطة علاجية للمريض. تقع عملية إنتاج الخطة النهائية على مجموعة من أخصائيي العلاج الإشعاعي المتخصصين الذين يطلق عليهم خبراء قياس الجرعات.
نظرًا لأن مسار العلاج الإشعاعي يمكن أن يمتد على مدار عدة أسابيع، فإن معالج الإشعاع مسؤول عن مراقبة حالة المريض وتقييمها وإدخال أي تغييرات مطلوبة في الخطة، وهو المسؤول عن ضمان جودة العلاج الإشعاعي. أثناء العلاج الإشعاعي، من المرجح أن يصاب المريض بأعراض جانبية معينة. في مثل هذه الحالات، يقوم المعالجون بالإبلاغ عن مثل هذه الآثار الجانبية إلى طبيب الأورام، الذي قد يعدل العلاج أو يعطي أدوية مساعدة. يتلقى أخصائيو العلاج الإشعاعي وأخصائيو قياس الجرعات الطبية تدريباً في علم التشريح وعلم وظائف الأعضاء والحماية من الإشعاع والفيزياء الطبية.

### المملكة المتحدة
يلعب أخصائيو الأشعة العلاجية دورًا حيويًا في علاج السرطان باعتبارهم أخصائيي الرعاية الصحية الوحيدون المؤهلين لتخطيط وتقديم العلاج الإشعاعي. يتولى الأخصائيون أيضًا رعاية الحالة الطبية سواء عند استخدام العلاج الإشعاعي فقط أو مضافاً إلى التدخل الجراحي و / أو العلاج الكيميائي.

### كندا
يتم إعطاء أخصائيي العلاج الإشعاعي في أونتاريو حقوق الوصفة الطبية. قد تشمل مسؤولياتهم أيضاً بعض أدوار أخصائيي إدارة الألم، أخصائيي أمراض الفطريات، أخصائيي الرعاية التلطيفية إلخ. [وصلة مكسورة]

## المؤهلات والتسجيل
تختلف حسب البلد.

### كندا
في كندا، تُعد معظم برامج العلاج الإشعاعي مدخلاً ثانياً يتطلب الحصول على شهادة بكالوريوس مُسبقة، وغالبية الطلاب هناك يحصلون على سنة كاملة على الأقل من الدورات الجامعية قبل الدخول إلى البرامج (أنهى معظمهم برامج بكالوريوس علمية أو فيزياء). في ألبرتا، يتم تقديم بكالوريوس العلوم في العلاج الإشعاعي في جامعة ألبرتا. في أونتاريو، يتم تقديم بكالوريوس العلوم في العلاج الإشعاعي في جامعة تورنتو وجامعة لورنتين، ويتم تقديم بكالوريوس في علوم الإشعاع الطبي في العلاج الإشعاعي في جامعة ماكماستر. في كولومبيا البريطانية، يقدم معهد كولومبيا البريطانية للتكنولوجيا BT (بكالوريوس في التكنولوجيا) في العلاج الإشعاعي. في مانيتوبا، تقدم جامعة وينيبيغ شهادة البكالوريوس في الفيزياء (العلاج الإشعاعي). وفي نيو برونزويك، تقدم جامعة نيو برونزويك درجة البكالوريوس (بكالوريوس العلوم الصحية) في العلاج الإشعاعي. في كيبيك يتم تقديم تكنولوجيا الأورام بالإشعاع في برامج cegep لمدة ثلاث سنوات. تقوم CAMRT بالتصديق على المعالجين في جميع أنحاء كندا، لكن بعض المقاطعات، مثل كيبيك، لا تحتاج إلى شهادة وطنية إذا تم اعتماد الممارسين من هيئة المقاطعة . يتم تقديم أول ماجستير في العلوم الصحية (العلاج الإشعاعي) في كندا في جامعة تورنتو، التي تعد الممارسين لأدوار متقدمة في عيادة العلاج الإشعاعي.

### أستراليا
تُطلب شهادة البكالوريوس أو الدراسات العليا في العلاج الإشعاعي من أجل الممارسة الطبية. وغالبًا ما يتم التعامل مع معالجي الإشعاع بوصفهم «ممارسين للإشعاع الطبي» أو «علماء الإشعاع الطبي».  

### مالطا
درجة البكالوريوس (مع مرتبة الشرف) في التصوير بالأشعة

### نيوزيلندا
مطلوب شهادة البكالوريوس في العلاج الإشعاعي من أجل الممارسة والتسجيل من قبل مجلس تقنيي الإشعاع الطبي (www.mrtboard.org.nz). فرص الدراسات العليا في الممارسة المتقدمة، الماجستير وبرامج الدكتوراه متاحة أيضًا لأخصائيي العلاج الإشعاعي في نيوزيلندا.

### جمهورية ايرلندا
لممارسة العلاج الإشعاعي في جمهورية أيرلندا، يلزم الحصول على شهادة في العلاج الإشعاعي تم التحقق من صحتها من قبل المعهد الأيرلندي للعلاج بالأشعة والعلاج الإشعاعي (http://www.iirrt.ie)

### المملكة المتحدة
في المملكة المتحدة، يجب إجراء دورة معتمدة في التصوير الشعاعي العلاجي قبل التسجيل من قبل السلطة التنظيمية في المملكة المتحدة، مجلس المهن الصحية والعناية. عادة ما يكون ذلك في صورة درجة بكالوريوس العلوم في الأشعة العلاجية أو العلاج الإشعاعي أو العلاج الإشعاعي أو الأورام، ومع ذلك يتم تقديم عدد صغير من دورات ما قبل التخرج للتسجيل (في دبلوم الدراسات العليا أو الماجستير) أخصائيو الأشعة في المملكة المتحدة مؤهلون للحصول على عضوية جمعية وكلية أخصائي الأشعة.

### الولايات المتحدة الأمريكية
الحد الأدنى لمتطلبات التعليم هو شهادة جامعية في العلوم، وتقدم بعض البرامج شهادات بكالوريوس أو ماجستير في العلوم. بالإضافة إلى ذلك، هناك أيضًا طرق بديلة للحصول على شهادات في شكل شهادات ثانوية. هذه الشهادات هي برامج سنة واحدة تتطلب درجة أخرى، مثل التكنولوجيا الإشعاعية.

### تشيلي
مطلوب درجة البكالوريوس وبرنامج الدراسة الجامعية لمدة 5 سنوات. بموجب القانون من أجل الممارسة، هناك حاجة أيضًا إلى 6 أشهر على الأقل من الخبرة الإكلينيكية وإذن الأداء.